# Elin Bergman
Elin Johanna Bergman, född 5 augusti 1995 i Umeå, är en svensk sångare och låtskrivare som är mest känd för sitt deltagande i talangtävlingen Idol 2013, där hon lyckades ta sig från auditionturnén till finalen och blev där tvåa.
Under den nionde veckofinalen i Idol 2013 fick deltagarna skriva varsin låt tillsammans med en eller flera upphovsmän, som sedan framfördes live. Låtarna släpptes sedan på allmänna musikstationer. Bergmans låt "The Fire" lyckades efter framförandet i tävlingen ta sig in direkt på Sverigetopplistan, där den hamnade på plats 29. Hennes och de övriga deltagarnas låtar släpptes av Universal Music.
Efter en självvald paus släppte hon singeln "Shoot You Down" den 20 mars 2015 på Stereoscope Music Scandinavia där hon blev signad samma år. Därefter följde "Gasoline Dream" och "Lucky Strike". 

## Diskografi

### Singlar
- 2017 – "Young For Good"
- 2016 – "Naked"
- 2015 – "Lucky Strike (Benjamin Beard DnB Remix)"
- 2015 – "Lucky Strike"
- 2015 – "Gasoline Dream"
- 2015 – "Shoot You Down"
- 2014 – "The Fire"